# 似仰生近薄孔菌
似仰生近薄孔菌，屬齒耳菌科一種，是木棲腐生的小型菇類。它在加拿大不列颠哥伦比亚省東部比較常見，但在該省靠近太平洋的西北部比較少見。